# Bessarabska-Platz
Koordinaten: 50° 26′ 33″ N, 30° 31′ 15″ O
Der Bessarabska-Platz (ukrainisch Бессарабська площа Bessarabska ploschtscha) ist ein Platz im Zentrum der ukrainischen Hauptstadt Kiew am Ende des Chreschtschatyk und des Taras-Schewtschenko-Boulevards.
Das zentrale Gebäude des Platzes ist die bekannte Bessarabska-Markthalle. Der Bessarabska-Platz ist, neben dem Majdan Nesaleschnosti und dem Europäischen Platz, einer der drei Plätze am Chreschtschatyk. Mit dem PinchukArtCentre befindet sich seit 2006 das größte Privatmuseum in der ehemaligen Sowjetunion an dem Platz.

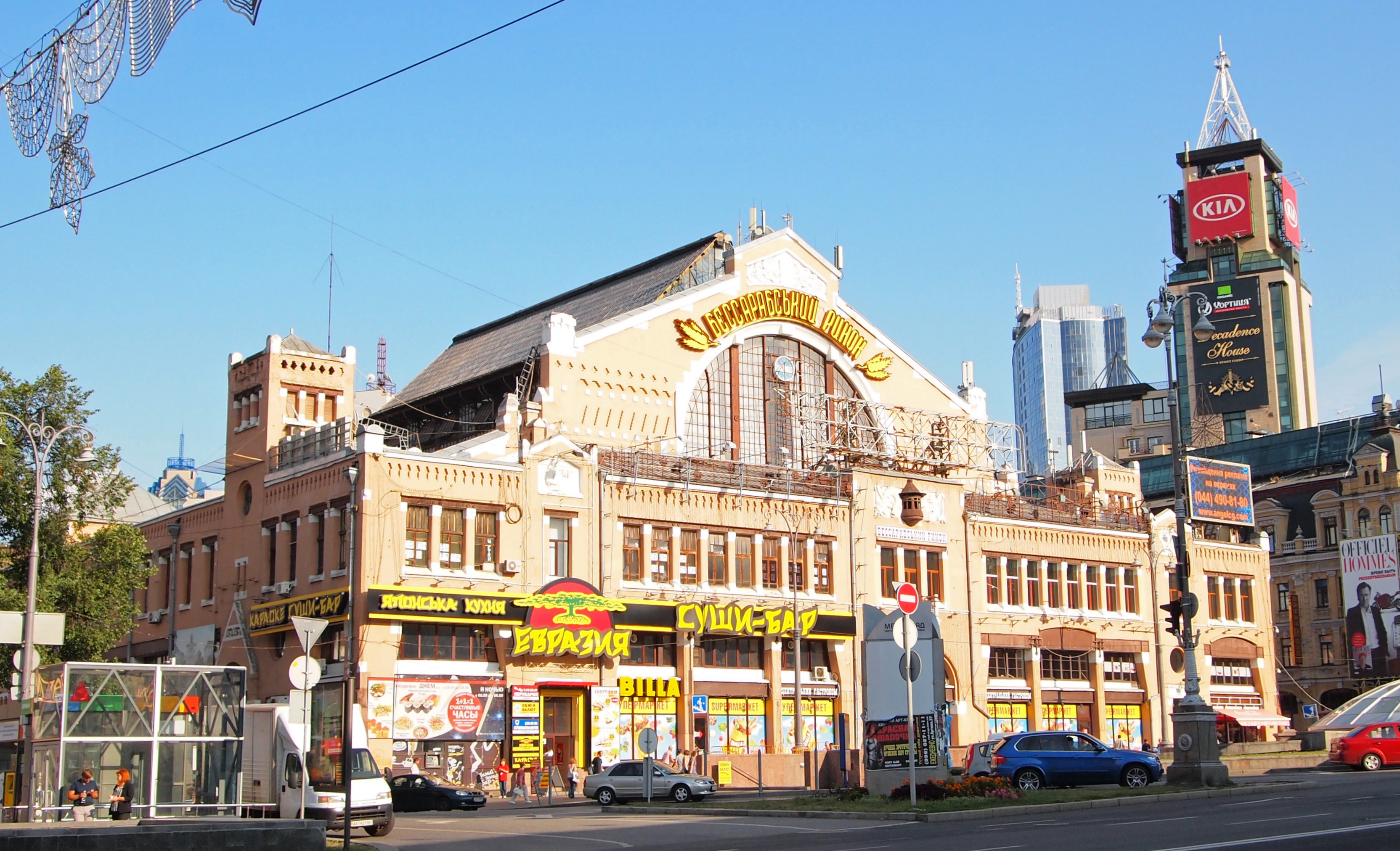
Die Bessarabska-Markthalle 2013

## Geschichte
Im 18. Jahrhundert lag anstelle des heutigen Platzes ein Friedhof der lutherischen Gemeinde von Kiew, ein kleiner See sowie eine Postkutschenstation. Ende des 18. Jahrhunderts / Anfang des 19. Jahrhunderts entstand hier ein Markt, auf dem Bauern aus der Region Bessarabien ihre Waren, vor allem Wein und Obst, feilboten und so dem Platz gleich auch seinen Namen gaben. 1874 nannte man den Platz in Bohdan-Chmelnyzkyj-Platz um, da man hier das Bohdan-Chmelnyzkyj-Denkmal errichten wollte. Nachdem das Denkmal 1888 auf dem Sophienplatz errichtet worden war, bekam der Platz wieder seinen alten Namen.

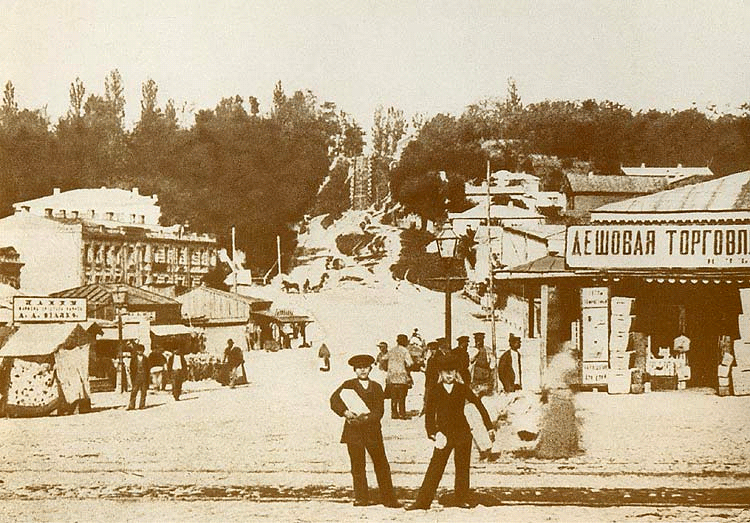
Der Platz vor dem Bau der Halle im frühen 20. Jahrhundert

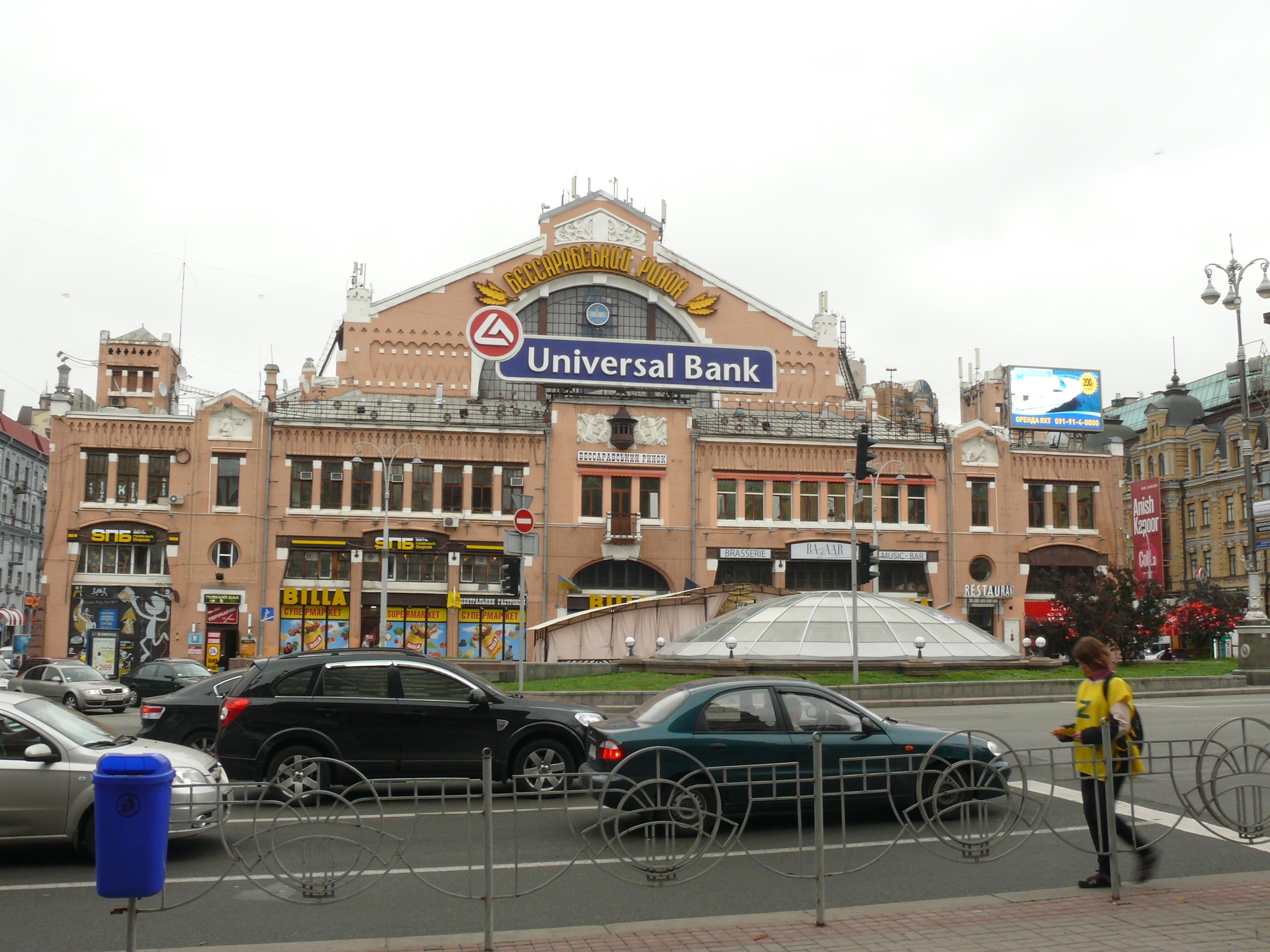
Die Bessarabska-Markthalle mit davor liegender Glaskuppel

Auf dem Markt mussten Ende des 19. Jahrhunderts schlimme hygienische Bedingungen geherrscht haben, so dass einer der Kiewer „Zuckerbarone“ der Stadt 500.000 Rubel für den Bau einer Markthalle vererbte.
Der Warschauer Architekt Henrik Gai erbaute daraufhin in den Jahren 1910 bis 1912 eine 2500 m² große Markthalle mitsamt Restaurant und Herberge im rationalen Jugendstil mit Elementen des Konstruktivismus. Die Halle hat ein 15 m hohes Glasdach und eine mit Reliefs mit Nutzvieh und bäuerlichen Szenen geschmückte Fassade.
Heute wird die Halle von 360 Verkaufsständen, Geschäften und Gastronomiebetrieben genutzt.
Unter der Glaskuppel, die der Halle vorgelagert ist, befindet sich ein zweigeschossiger Unterhaltungskomplex und Fast-Food-Restaurants.